# 浄立寺 (世田谷区)
浄立寺（じょうりゅうじ）は、東京都世田谷区にある浄土真宗本願寺派の寺院。

## 歴史
安土桃山時代、釈念西法師によって開山された。元々は、現在の東京都港区高輪に位置していたことから、山号が「高輪山」となっている。その後、同宗派の西本願寺が浜町御坊（後の築地本願寺）を創建してからは、浜町御坊の寺中に入った。浜町御坊時代には「矢の倉御坊」と呼ばれていた。その後昭和初期までは、築地本願寺とともに歴史を歩んだ。
1923年（大正12年）の関東大震災に罹災したため、1929年（昭和4年）に築地本願寺から分かれて現在地に移転した。
度々火災に遭っているものの、幸いにも寺宝の親鸞・蓮如両上人の肖像や蓮如の六字名号「南無阿弥陀仏」は守り通すことができ、現在に至っている。

## 交通アクセス
- 小田急小田原線千歳船橋駅より徒歩6分。